# دهه ۱۳۱۰ (خورشیدی)
دهه ۱۳۱۰ صدو سی و یکمین دهه تقویم هجری خورشیدی است.

## رویدادها
- ۱۳۱۰ - بنیانگذاری انجمن فیزیک ایران
- ۱۳۱۱ - (۱ فروردین) تبدیل واحد پول ایران از قران به ریال.
- ۱۳۱۲ - (۳۰ آبان) نمایش «دختر لر»؛ نخستین فیلم ناطق ایرانی.
- ۱۳۱۴ - (۱۵ آبان) تأسیس شرکت سهامی بیمه ایران، به عنوان اولین شرکت بیمه ایرانی
- ۱۳۱۴ - (۲۱ تیر) واقعه مسجد گوهرشاد
- ۱۳۱۴ - (۱۷ دی) ممنوعیت حجاب، به فرمان رضا شاه به سر کردن چادر و چاقچور ممنوع می‌شود. در این روز رضا شاه به همراه ملکه پهلوی و دختران خود که برای نخستین بار چادر به‌سر نداشتند به دانشسرای دختران می‌روند و برای زنان و دختران ایران سخنرانی می‌کند.
- ۱۳۱۶ - دستگیری اولین زندانیان سیاسی معروف به ۵۳ نفر در دوران رضاشاه.
- ۱۳۱۷ - (۴ شهریور) افتتاح راه‌آهن سراسری ایران
- ۱۳۱۸ - (شهریور) آغاز جنگ جهانی دوم با حمله آلمان به لهستان.

## زادگان
- ۱۳۱۸ - (۲۹ فروردین و به روایتی ۲۴ تیر) سید علی خامنه‌ای، روحانی مسلمان، مجتهد، مرجع تقلید شیعی و امام جمعهٔ تهران و دومین رهبر در جمهوری اسلامی ایران
- ۱۳۱۸ - (۱۹ مهر) محمدرضا شفیعی کدکنی، شاعر ، نویسنده ،استاده ادبیات دانشگاه تهران ، محقق ادبیات
- ۱۳۱۸ - (۱۴ دی) حسین الهی قمشه ای، عارف، فیلسوف، مترجم، مدرس دانشگاه
- ۱۳۱۹ - (۱ مهر) محمدرضا شجریان خواننده برجسته موسیقی ایرانی.